# Bromazepam
El bromazepam és un fàrmac derivat de les benzodiazepines, patentat per Roche l'any 1963 i desenvolupat clínicament en la dècada del 1970. És principalment un agent ansiolític amb efectes secundaris similars a diazepam (Valium). A més de ser utilitzat per tractar l'ansietat o estats de pànic, es pot utilitzar com a medicació prèvia abans de la cirurgia menor. Normalment, ve en dosi d'1,5, 3 o 6 mg. S'ha d'usar amb precaució en les dones que estan embarassades, ancians, pacients amb antecedents d'alcohol o altres trastorns d'abús de substàncies i els nens. L'ús prolongat de bromazepam causa tolerància i pot conduir tant a la dependència física i psicològica.
A Espanya està comercialitzat com EFG i Lexatín.

## Indicacions
- Tractament a curt termini d'atacs de pànic o d'ansietat, si es necessita una benzodiazepina.[8]
- Pre medicació per alleujar l'ansietat abans de la cirurgia.[9]

## Consideracions
Consideracions que s'han de tenir en compte a l'hora de prendre el medicament i cal consultar al metge:
- Persones amb al·lèrgia (hipersensibilitat) al Bromazepam i al grup de les benzodiazepines en general, o qualsevol component del medicament.
- Persones amb problemes respiratoris en general.
- Problemes musculars, hepàtics o de ronyó greus.
- No s'ha d'administrar a nens.
- Altres malalties.
- Problemes de drogoaddicció o alcoholisme.
- Persones que pateixen epilèpsia, amb tractament de Bromazepam, no es recomana l'ús d'Anexate (flumazenil) per revertir l'efecte del Bromazepam, ja que poden sorgir convulsions.

## Efectes secundaris
Els efectes secundaris del Bromazepam són similars a altres benzodiazepines. Els efectes secundaris més comuns són: somnolència, sedació, atàxia, deteriorament de la memòria i marejos. Impediments de les funcions de la memòria són comuns amb el Bromazepam i inclouen una reducció de la memòria de treball i disminució de la capacitat per processar informació de l'entorn. L'any 1975 s'experimentà amb estudiants universitaris sans de sexe masculí, observant els efectes de quatre fàrmacs diferents i com afectava la capacitat d'aprenentatge. S'observà que la ingesta de Bromazepam de 6 mg 3 vegades al dia durant 2 setmanes provocava una disminució de les capacitats d'aprenentatge de manera significativa. En combinació amb l'alcohol, alteracions en la capacitat d'aprenentatge es varen fer encara més pronunciades. Diversos estudis mostren problemes en la memòria, processament de la informació visual i les dades sensorials i problemes de rendiment psicomotor; deteriorament de la cognició inclosa la capacitat d'atenció i deteriorament d'habilitats coordinatives; deteriorament de recepció d'estímuls i el rendiment d'atenció, fets que poden perjudicar la capacitat de conducció de vehicles; somnolència i disminució de la libido. Les "inestabilitats" després de prendre Bromazepam són, però, menys pronunciades que altres benzodiazepines com lorazepam.
A vegades, les benzodiazepines poden induir alteracions extremes en la memòria com amnèsia anterògrada, que poden tenir conseqüències medicolegals. Tals reaccions es produeixen en general només en les dosis més altes de l'espectre de la prescripció.
En rares ocasions, es pot desenvolupar distonia.

## Estatus legal
Bromazepam és una droga de Classe IV atés al Conveni sobre substàncies psicotròpiques.

## Síntesi
anthranilamida + P₄O10 pentaòxid de fòsfor → anthranilonitril + 2-pyridyllithium → 2-(2-Aminobenzoyl)pyridin.

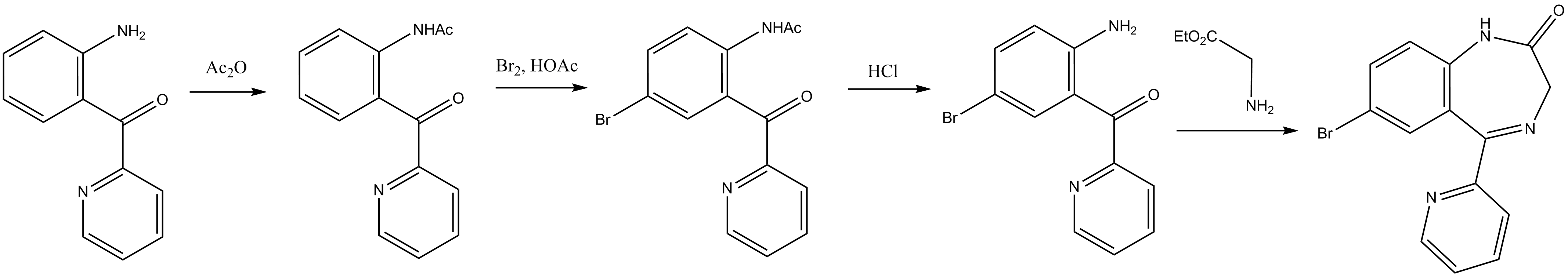
Síntesi del Bromazepam.